# Othman El Ballouti
Othman El Ballouti (en arabe : عثمان البلّوطي), né le 8 octobre 1986 à Anvers (Belgique), est un narcotrafiquant belge milliardaire,, spécialisé dans le trafic de drogues à grande échelle.
Patron de plusieurs restaurants, propriétés résidentielles, ainsi que directeur général de sociétés aux Émirats arabes unis, il est également à la tête de plusieurs entreprises en Chine. Sa fortune est estimée à plus d'un milliard d'euros, selon le bourgmestre d'Anvers, Bart De Wever.
Au début de l'année 2021, l'opération Sky ECC est menée par les polices belge et néerlandaise. Othman El Ballouti figure alors parmi les personnes les plus recherchées d'Europe dans cette affaire anti-drogue. Elle conduit à l'arrestation de son bras droit, Mohamed El Hassani, à l'aéroport de Malaga-Costa del Sol, alors qu’il revenait de Rio de Janeiro, au Brésil.
En juillet 2023, les autorités américaines annoncent le gel de l’ensemble des avoirs d’Othman El Ballouti. Cette décision, prise par l’Office of Foreign Assets Control (OFAC) du Département du Trésor, s’inscrit dans le cadre d’une coopération avec le parquet d’Anvers, la police judiciaire fédérale belge et le bureau local de la DEA. Un peu plus d’un an plus tard, en décembre 2024, une notice rouge d'Interpol est émise à son encontre.
Othman El Ballouti est arrêté le 3 décembre 2024 à Dubaï, aux Émirats arabes unis. Il est extradé le 13 juillet 2025 vers la Belgique pour y être jugé.

## Biographie

### Enfance
Othman El Ballouti naît à Anvers et grandit dans le quartier Groeningerplein à Borgerhout. Ses parents s'installent en Belgique dans les années 1980 en provenance d'Al Hoceïma, une ville montagneuse située au nord du Maroc. Il grandit au sein d'une famille de huit enfants.
Lors de sa période à l'école secondaire, il révèle à ses professeurs avoir pour but de « devenir millionnaire », estimant que d'aller à l'école n'est qu'une perte de temps.
Adolescent, Othman El Ballouti commence sa vie professionnelle en tant que docker au Port d'Anvers, ce qui lui permet de vider les conteneurs remplis de cocaïne à la barbe des douaniers et de la police,. Pour ses premières missions, il est payé sous forme de blocs de cocaïne. Il fonde ensuite son propre groupe de dockers corrompus. Il est l'un des premiers criminels en Belgique à s'exiler à Dubaï pour échapper à la justice et les rivaux.

### Conflit avec Houssine Ait Soussan
Alors qu'un conflit a lieu en 2012 aux Pays-Bas entre Houssine Ait Soussan, Benaouf Adaoui et Gwenette Martha, Othman El Ballouti est indirectement lié à ce conflit à la suite de sa collaboration avec le criminel anversois Abdelkader Bouker, qui est un proche de Gwenette Martha. Le conflit concernerait l'investissement de 320 kilos de cocaïne au port d'Anvers de Houssine et Benaouf, qui soupçonnent les Anversois d'un potentiel vol.
Le 22 mai 2014, Gwenette Martha est assassiné à Amstelveen aux Pays-Bas. Dans sa veste se trouve une clé USB, analysée dans un laboratoire aux Pays-Bas, où figurent des informations sur Abdelkader Bouker, arrêté par la police en 2015 en possession de 320 kg de cocaïne. Dans les enquêtes sur Abdelkader Bouker apparaissent des informations sur Othman El Ballouti ; la justice belge soupçonne alors la famille El Ballouti de blanchiment d'argent, bien qu'il n'ait eu aucune suite à ce dossier.
À l'été 2016, Abdelkader Bouker est enlevé par l'organisation de Houssine Ait Soussan, le plus grand rival de Gwenette Martha. En fin d'année, Othman El Ballouti, est arrêté à l'aéroport de Zaventem en Belgique, car il faisait état d'un mandat d'arrêt par rapport à l'argent illégal investit dans l'école islamique de Malines. Il parvient finalement à prendre la fuite et ne retourne plus en Belgique.
En novembre 2017, Younes El Ballouti, son frère, est enlevé par un commando parisien de quatre hommes dirigé par Houssine Ait Soussan en direct du Maroc. L'enlèvement a lieu à la sortie de son club de sport Basic Fit à Anvers. Il est conduit vers un appartement à Saint-Josse-ten-Noode avant d'être emmené à Nanterre dans une chambre où il est torturé pendant 37 jours. Younes El Ballouti parvient à s'échapper de la salle de torture à l'aide d'une cuillère dans la pièce dans laquelle il était resté enfermé. Lorsqu'il s'échappe par la fenêtre, il se retrouve dans un champ. Dénudé et blessé, il est remarqué par des passants qui font appel à la police. Un jour plus tard, Younes El Ballouti est livré en Belgique par les autorités françaises. Le commando français dirigé par Houssine Ait Soussan (Mohamed Kanouté, Abou Sako, Hacene Salmi et Rachid Belarbi) est arrêté et condamné à douze ans de prison.

### Carrière criminelle
En novembre 2015, Othman El Ballouti verse 115 000 euros à une école islamique de Malines. Pendant que Othman El Ballouti est installé à Dubaï aux Émirats arabes unis, Abdelkader Bouker investit énormément d'argent dans des hôtels, restaurants et bars dans le quartier Turnhoutsebaan à Borgerhout.
En été 2018, une gigantesque violation de données à caractère personnel (Dubai's Golden Sands) a lieu aux Émirats arabes unis en collaboration avec la Organized Crime and Corruption Reporting Project et Transparency International. Quinze personnes sont considérées comme ultra dangereuses, dont Othman El Ballouti, dont sa fortune, en 2018, est estimée à plus de 100 millions d'euros,. El Ballouti posséderait plusieurs lignes de cocaïne entre l'Amérique du Sud et le port d'Anvers, faisant des affaires avec le chef narcotrafiquant équatorien Wilder Emilio Sanchez Farfan, arrêté plus tard en Colombie. Les États-Unis, qui placent le trafiquant dans la liste noir de l'OFAC, décrivent El Ballouti comme un trafiquant de drogue important qui génère des millions d'euros en les blanchissant à l'aide de sociétés basés en Chine et aux Emirats arabes unis. Toujours selon les Américains, son entourage proche dans l'organisation est son frère aîné Younes El Ballouti, et Youssef Ben Azza.
Le 9 décembre 2021, son bras droit Mohamed El Hassani est arrêté par la Garde civile à l'aéroport de Malaga-Costa del Sol, alors qu'il revenait d'un vol en provenance de Rio de Janeiro, au Brésil.
En 2022, Le Parisien publie un article révélant qu'Othman El Ballouti détiendrait une dizaine de propriétés à Dubaï, pour une fortune estimée, selon la presse belge, à plus de huit millions de dollars. Il fait l’objet d’une « alerte rouge », diffusée par Interpol pour les criminels les plus dangereux.
Le 9 janvier 2023, sa nièce Firdaous E.J., âgée de onze ans, décède à la suite d'une fusillade visant le domicile d'Othman El Ballouti à Merksem ; deux autres membres de sa famille sont également blessés. Aucun suspect n'est arrêté. Cependant, les médias parlent de lui comme étant le "Roi de la coke".
En juillet 2023, une vidéo est diffusée dans la presse mexicaine dans laquelle un homme se présentant comme un membre du cartel de Sinaloa s'adresse à une personne identifiée comme « señor El Ballouti » (Othman El Ballouti),. Le responsable évoque une dette qu’il réclame, mentionne une cargaison de cocaïne et exige son remboursement, en déclarant : « las deudas son deudas de honor, deudas de hombres ». Il affirme ne pas craindre de s’exposer à visage découvert, et menace, si la dette n’est pas réglée, d’envoyer des membres du cartel en Europe. Il affirme agir au nom d’Ismael Zambada García, et souligne vouloir travailler de manière sérieuse,.
En août 2024, le journaliste criminel néerlandais John van den Heuvel consacre une émission de RTL Boulevard à son sujet, décrivant Othman El Ballouti comme étant « le Ridouan Taghi de la Belgique ».

### Enquêtes
Le 19 juillet 2023, l’administration américaine annonce le gel de tous les avoirs d’Othman El Ballouti dans le cadre d’une opération menée par l’Office of Foreign Assets Control (OFAC), relevant du département du Trésor. Cette sanction s’inscrit dans une stratégie de lutte contre les flux financiers liés au narcotrafic international. Selon le communiqué officiel, El Ballouti dirige une organisation criminelle impliquée dans l’importation de grandes quantités de cocaïne en Europe via le port d'Anvers, en Belgique. La mesure concerne également deux autres individus liés à son réseau, mais les autorités américaines insistent particulièrement sur le rôle central d’El Ballouti dans cette infrastructure transnationale.
L’opération est le fruit d’une coopération entre le parquet d’Anvers, la police judiciaire fédérale (FGP Antwerpen) et le bureau belge de la Drug Enforcement Administration. Le parquet belge se félicite de cette collaboration, qu’il inscrit dans une stratégie de « follow the money », visant à s’attaquer non seulement à la drogue elle-même, mais aussi aux profits générés par le trafic. Selon les autorités judiciaires, cette approche est essentielle pour lutter efficacement contre les réseaux criminels opérant à partir de l’étranger, notamment depuis les Émirats arabes unis, où El Ballouti est localisé à ce moment-là.
Le communiqué du département du Trésor décrit le réseau d’Othman El Ballouti comme une structure internationale active dans le blanchiment d’argent, en lien avec des fournisseurs sud-américains de cocaïne et des entreprises en Chine. Le trafiquant belge est notamment cité comme collaborateur du narcotrafiquant équatorien Wilder Emilio Sánchez Farfán, alias El Gato Farfán, arrêté quelques mois plus tôt. Les autorités américaines soulignent que cette action s’inscrit dans un effort global visant à perturber les circuits financiers et logistiques de la drogue à l’échelle mondiale.

### Arrestations
À la suite de l'opération Sky ECC menée par la police belge, dix personnes de l'organisation El Ballouti sont arrêtés en octobre 2021 dont son frère Nordin et ses beaux frères Khalid et Mohamed T., suspectés d'être actifs dans une organisation criminelle important des tonnes de cocaïne au Port d'Anvers. Treize perquisitions ont été menées à l'encontre de l'organisation d'Othman El Ballouti.
Le 3 décembre 2024, la Belgique annonce l'arrestation d'Othman El Ballouti à Dubaï aux Émirats arabes unis. Elle révèle également qu'il est déjà privé de liberté depuis près d'une semaine, après une intervention internationale menée par la Drug Enforcement Administration en collaboration avec Interpol, la Belgique et les Emirats arabes unis.

### Extradition
Le 13 juillet 2025, il est extradé à bord d'un jet-privé Dassault Falcon 7X de la Composante air vers la Belgique en provenance des Émirats arabes unis,. Il est extradé dans le même avion que deux autres trafiquants : Giorgi Faes et Mathias Akyazili. Son extradition est félicitée par la ministre de la justice belge Annelies Verlinden. Elle a été possible grâce à une collaboration diplomatique entre les deux pays.
À son arrivée à l’aéroport d'Ostende-Bruges, il est immédiatement transféré sous haute sécurité au complexe pénitentiaire de Bruges. Un hélicoptère est même déployé au-dessus de l’établissement. L’opération est coordonnée par la Fugitive Active Search Team (FAST) de la police fédérale belge, en collaboration avec la Défense, la police judiciaire fédérale d’Anvers (FGP Antwerpen), le parquet d’Anvers et le parquet fédéral.

### Condamnations
En septembre 2024, il est condamné à sept ans de prison ferme et 400.000 euros d'amende pour avoir importé 840 kilos de cocaïne au port d'Anvers en provenance de l'Équateur,.
Son nom est également associé à un dossier en cours d'une saisie de 11 tonnes de cocaïne au port d'Anvers en 2021, mais n'est pas encore condamné pour cette affaire à la suite de défauts de preuves.

### Vie privée
Il est le cousin du kickboxeur Soufiane El Ballouti.

## Fortune
Othman El Ballouti est présenté comme un milliardaire par le bourgmestre d'Anvers, Bart De Wever, qui le décrit comme « l'homme le plus riche de la ville »,. Bien qu’il ne figure pas dans les classements officiels tels que celui de Forbes, plusieurs journalistes spécialisés dans les affaires criminelles en Belgique estiment que sa fortune, issue d’activités illégales présumées, atteint le seuil du milliard d’euros.
Othman El Ballouti possède onze propriétés résidentielles d'une valeur de huit millions de dollars, notamment dans le Miras Town Resort à Reem, un quartier luxueux de Dubaï, mais également dans la résidence Sky View (valeur estimé à 1,5 millions d'euros), située à côté de la Burj Khalifa,. Il est également patron du restaurant Amaya situé dans le Dubai Mall. Aux Émirats arabes unis, il est le manager général de la société OEB International Limited, vendant des montres Richard Mille à plusieurs centaines de milliers d'euros,. Selon le quotidien anversois Gazet van Antwerpen, Othman El Ballouti possède des biens immobiliers d'une valeur d'au moins 25 millions d'euros à Dubaï.

### Ouvrages
Cette bibliographie est indicative.
 : document utilisé comme source pour la rédaction de cet article.
- (nl) Wouter Laumans, Wraak, Overamstel Uitgevers, 2019 (ISBN 978-90-488-3621-5)

 : document utilisé comme source pour la rédaction de cet article.
- (nl) Marijn Schrijver, Mocro Maffia, Lebowskipublishers, 2015, 256 p. (ISBN 978-90-488-2803-6)